# Pedro Acacio Sandoval
Pedro Acacio Sandoval (Villarrobledo, Albacete, 2 de junio de 1870- Villarrobledo, 28 de julio de 1936) fue un político español del siglo XX.
Pedro Acacio nació en el seno de una de las familias más acomodadas de Villarrobledo. Casado con Mery de la Peña Acacio, fue propietario del conservador Diario de Albacete y militante del Partido Agrario en 1931; más tarde fue elegido diputado por la CEDA.

## Biografía
Durante su primer periodo de actividad política fue monárquico conservador, presidiendo la Diputación Provincial de Albacete entre el 4 de mayo de 1915 y el 1 de mayo de 1917.
El 29 de enero de 1931 tomó posesión como concejal en Villarrobledo, localidad de la que llegó a ser alcalde sustituyendo a Francisco Giménez de Córdoba y Arce. Con la llegada de la II República, se presentó por vez primera a diputado en Cortes como agrario independiente, no resultando elegido. Sin embargo, en 1933 consiguió un escaño tras presentar su candidatura por Unión Agraria Provincial. En las elecciones de 1936 fue reelegido como candidato de CEDA, junto a Antonio Bernabeu Yeste de Acción Popular y Mateo Sánchez Rovira del Partido Agrario, dentro de la candidatura del Bloque Nacional.
Fue fusilado por partidarios republicanos en los inicios de la guerra civil española en el cementerio de Villarrobledo la noche del 27 al 28 de julio de 1936.